# Themison von Laodikeia

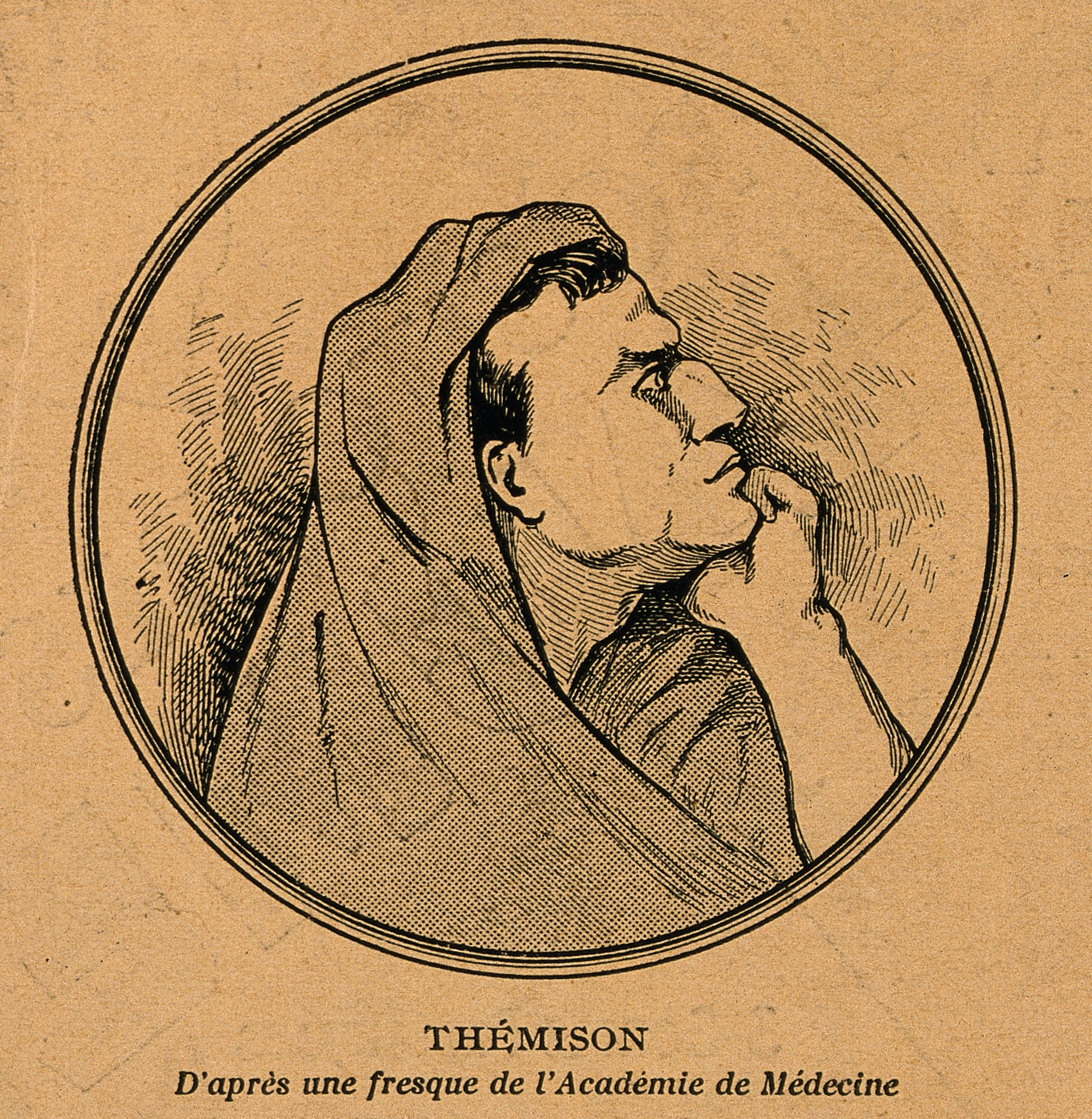
Themison von Laodikeia (Holzstich)

Themison von Laodikeia (* 2. oder 1. Jahrhundert v. Chr. in Laodikea in Syrien) war ein syrisch-hellenischer Arzt, Medizinschriftsteller und Wegbereiter der Schule der Methodiker.

## Leben
Themison wirkte lange Zeit in Italien und lebte um die Zeitenwende in der Stadt Rom. Dort war er Schüler des aus Griechenland stammenden Arztes Asklepiades von Bithynien. Von einigen Lehren seines Ausbilders, dessen therapeutische Säulen Bad, Bewegungstherapie und die Verabreichung von Wein waren, distanzierte er sich allerdings im Alter, wenngleich nicht bekannt ist, von welchen.
Da Themison der Auffassung war, alle Probleme des Körpers resultierten aus offen zutage liegenden Zuständen des Körpers („Kommunitäten“), wandte er sich gegen die Erforschung verborgener Krankheitsursachen. Die aktuelle, offenbare Verfassung eines Patienten wies nach seiner Meinung direkt auf die jeweilige „Kommunität“ hin. Weiterführende Ursachenforschungen lehnte er als Zeitverschwendung und als überflüssig ab.
Themison entwickelte eine Krankheitstheorie, die auf eine Störung der Körperporen beruhte. Er unterschied dabei drei Zustände, die auf der Größe der Teilchen und der Kanüle, die sie durchflossen, beruht:
- status strictus („zusammengezogen“) – Spannungszustand, der das Ausscheiden der Säfte verhindert, was zu einer Hyposekretion führt.
- status laxus („flüssig“) – schlaffer Zustand, der zur vermehrten Sekretion von Körperflüssigkeiten führt (Hypersekretion).
- status mixtus („gemischt“) – ein Mischzustand beider Status.

Als erster unterteilte er Krankheiten in akute (meist durch den status strictus verursacht) und chronische Krankheiten (meist durch den status laxus verursacht). In seinen Therapien variierte er Tage, an denen gefastet wurde, mit Tagen, an denen Nahrung aufgenommen wurde.
Themison gilt (mit anderen Nachfolgern des Asklepiades) auch als Gründer der Schule der Methodiker, zu der auch Aulus Cornelius Celsus, Tullius Bassus (oder Iulius Bassus), Scribonius Largus, Soranos von Ephesos und andere gezählt werden. Sein Schüler Antonius Musa entwickelte die Lehren seines Lehrmeisters weiter, ein anderer Schüler, Thessalos von Tralleis, modifizierte sie.